# Old Forge
Old Forge és una població dels Estats Units a l'estat de Pennsilvània. Segons el cens del 2000 tenia 8.798 habitants.

## Demografia
Segons el cens del 2000, Old Forge tenia 8.798 habitants, 746 habitatges, i 2.457 famílies. La densitat de població era de 984,6 habitants/km².
Dels 746 habitatges en un 25,4% hi vivien nens de menys de 18 anys, en un 49,7% hi vivien parelles casades, en un 12% dones solteres, i en un 34,4% no eren unitats familiars. En el 31,4% dels habitatges hi vivien persones soles el 17% de les quals corresponia a persones de 65 anys o més que vivien soles. El nombre mitjà de persones vivint en cada habitatge era de 2,32 i el nombre mitjà de persones que vivien en cada família era de 2,91.
Per edats la població es repartia de la següent manera: un 19,8% tenia menys de 18 anys, un 6,7% entre 18 i 24, un 26,5% entre 25 i 44, un 24% de 45 a 60 i un 23% 65 anys o més.
L'edat mediana era de 43 anys. Per cada 100 dones de 18 o més anys hi havia 83 homes.
La renda mediana per habitatge era de 35.090 $ i la renda mediana per família de 46.152 $. Els homes tenien una renda mediana de 34.159 $ mentre que les dones 22.887 $. La renda per capita de la població era de 19.228 $. Entorn del 4,7% de les famílies i el 6,6% de la població estaven per davall del llindar de pobresa.

## Poblacions més properes
El següent diagrama mostra les poblacions més properes.